# ヘッセネック
ヘッセネック (Hesseneck) はドイツ連邦共和国ヘッセン州オーデンヴァルト郡にかつて存在した町村。人口約700人足らずのヘッセン州で最も小さな町村であった。2018年1月1日にベーアフェルデン、ローテンベルク、ゼンスバッハタールと合併してオーバーツェント市を形成した。ヘッセン州とバイエルン州、バーデン＝ヴュルテンベルク州の3つの州の境界に位置している。ヘッセルバッハ地区にはヘッセン州方面へ直接通じる道路がなく、一旦バーデン方面へ出る必要がある。

## 地理
オーデンヴァルト南部、クレーベルクの麓標高230mから500mに位置する。

## 文化と見所

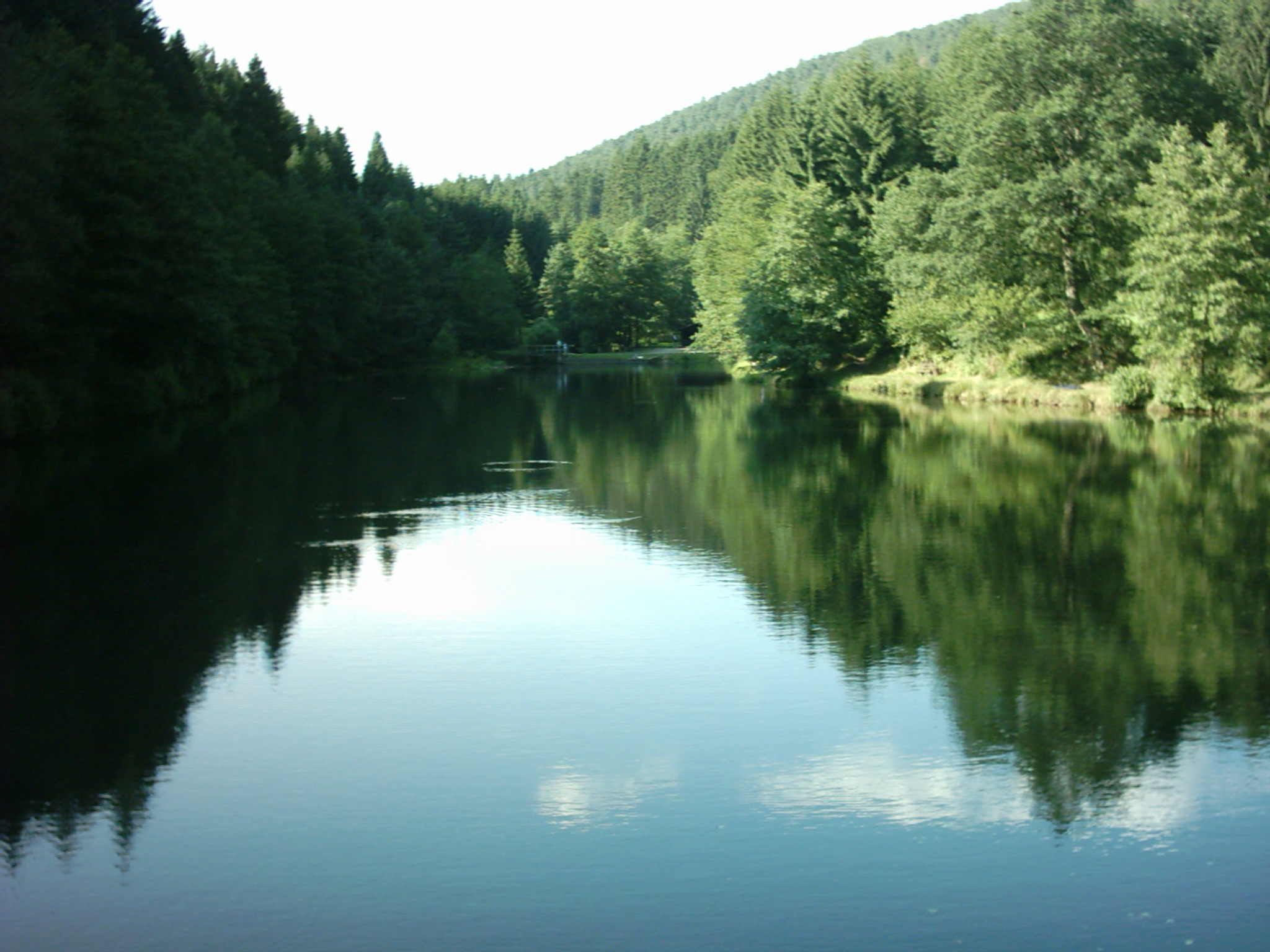
オイター湖

### 建築
- 見所は、ヘッセルバッハ地区を通るリーメスの遺構で、同名の城塞や見張り塔の基礎部分がある。またシェレンバッハ地区のクヴェレ教会は1465年に建設されたものである。
- カイルバッハ地区の近郊にオーデンヴァルト鉄道のハインタール高架橋がある。この高架橋は全長173m、高さ30mで、15m間隔のアーチを持つ。

### 自然
- オイター湖

## 経済と社会資本

### 交通
約9kmはなれたエアバッハで連邦道B45号線（ハーナウ - エーバーバッハ）に達し、ヘッセネックはこれを経由して道路網に接続している。オーデンヴァルト鉄道は、カイルバッハ地区とシェレンバッハ地区に駅があり、他の町とヘッセネックをつないでいる。